# فلوة (اسم)
فلوة هو اسم علم مؤنث من أصل عربي، ومعناه هو اسم علم عربي بتلفظ عثماني، أصله العربي «لوزة» فبسطوا التاء المربوطة كما سموا الذكور بالتاء المبسوطة.

## الأصل اللغوي
معنى اسم فلوة في اللغة العربية، يعتبر اسم فلوه من الأسماء التي ظهرت في وقت حديث، وهو من الأسماء التي كان البعض يعتقد على إنها من الأسماء الأعجمية، ولكنه اسم عربي أصيل ويعني في المعجم العربي الجحش أو المهر الصغير والذي تم فطمه ووصل إلى سنته الأولى، كما أن اسم فلوة اسم مؤنث، ويحمل في قاموس الأسماء اسم المهر الصغير الذي تم فطمه مؤخرا.

## حكم التسمية باسم فلوة في الدين الإسلامي
اسم فلوة لم يتم نشره كانه اسم علم مؤنث، ويوجد الكثير من النقاشات حول ذلك الأمر، وخاصة أن العلماء لم يجدوا الاسم كاسم مؤنث، ولكن بالقياس مع الأسماء الأخرى في معجم اللغة العربية نجد ان اسم فلوة يميل إلى الأنوثة، كما أن صاحبة اسم فلوة تحتل المرتبة الأولى في الصفات الأنوثية، لان الاسم عند لفظه في اللحظة الأولى نجد منه الرقة، والأنوثة بشكل كامل، وأنه لا يتنافى مع الدين الإسلامي، ولا يحمل معنى غير جميل لصاحبه، لذلك شرع الدين الإسلامي التسمية باسم فلوة.

## وصلات خارجية
- موسوعة السلطان قابوس لأسماء العرب نسخة محفوظة 5 أبريل 2019 على موقع واي باك مشين.